# Armenische Mythologie
Über die vorchristliche armenische Mythologie ist wenig bekannt. Sie war indogermanischen Ursprungs, wurde in späterer Zeit stark durch den Zoroastrismus (z. B. die Gottheiten Aramazd, Mitra und Anahit) und durch assyrische Traditionen (z. B. die Gottheit Barsamin) beeinflusst. Allerdings wurden auch urartäische, mesopotamische  und griechische Glaubensvorstellungen und Gottheiten integriert. Eine der ältesten Quellen ist die frühmittelalterliche Chronik des Moses von Choren.

## Götter

### Früharmenisch
- Areg (Arev) oder Ar, Gott der Sonne, vergleichbar mit dem mesopotamischen Utu[1]. Wahrscheinlich auch Ara genannt. Dieser Gott wurde wahrscheinlich auf der Tür von Mher aus der urartäischen Epoche erwähnt (als Ara oder Arwaa).[2] Die Linguisten Martin E. Huld und Birgit Anette Olsen vermuten, dass das Wort arew mit dem indischen Namen Ravi verwandt ist, der auch „Sonne“ bedeutet[3]
- Astłik, verwandt mit der mesopotamischen Göttin Inanna. Eine Fruchtbarkeitsgöttin und Gemahlin von Vahagn, die mit ihm einen Tempel in der Stadt Ashtishat teilte[4]. Der Name „Astɫik“ leitet sich von astɫ „Stern“ aus dem protoindogermanischen *h₂stḗr mit dem armenischen Diminutivsuffix -ik ab[5]
- Amanor – „Der Träger neuer Früchte“ (der Gott des neuen Jahres). Möglicherweise war er derselbe Gott wie Vanatur[6]
- Ayg, Göttin der Morgenröte[7][8]
- Angeł – „der Unsichtbare“ (wörtlich: „unsichtbar“), Gott der Unterwelt[9]. Der Haupttempel von Angeł befand sich in Angeł-tun (Haus von Angeł), das möglicherweise dem Ingalova der Hethiter und Ingelene/Ingilena aus griechischen und lateinischen Aufzeichnungen entsprach und sich wahrscheinlich in der Nähe des modernen Eğil befand[10].
- Nvard (klassisches Armenisch: Nuard) – Gemahlin von Ara. Vergleichbar mit Nane und Inanna(Ishtar). Entwickelte sich wahrscheinlich zu Anahit.[11]
- Tork Angegh  – „Gegeben von Angeł“. Ein Urenkel von Hayk[12]. Ein monströser und hässlicher Held. Warf riesige Felsbrocken, um feindliche Schiffe im Schwarzen Meer zu versenken.[13]
- Tsovinar:  – „Nar des Meeres“, Göttin des Wassers und des Ozeans. Vielleicht auch eine Blitzgöttin. Wurde später die Gemahlin von Vahagn.[14]
- Andndayin ōj, „die Abgrundschlange“, die in den schwarzen Wassern rund um den Weltenbaum lebte.[15]
- Vanatur: Sein Name bedeutet entweder „der Herr von Van“ oder „Asyl gewährend“, und er wurde als Gott der Gastfreundschaft verehrt. Möglicherweise war er derselbe Gott wie Amanor[16]

### Hajasa-Azzi
Auch wenn die genaue Verbindung zwischen dem bronzezeitlichen Königreich von Ḫajaša und den späteren Armeniern noch nicht geklärt ist, wird von vielen Wissenschaftlern eine Verwandtschaft angenommen. Die Namen einiger Götter von Hajasa sind aus hethitischen  Texten bekannt.
- Ugur – Der Hauptgott von Hayasa. In hethitischen Aufzeichnungen dargestellt durch das göttliche Ideogramm U.GUR, das mit dem sumerischen Gott Nergal gleichgesetzt wird und allgemein höchste Götter bezeichnen kann. Der Name dieses Gottes ist unbekannt. Wahrscheinlich war er der Vater von Terettitunnis und Tarumu.[17]
- Inanna – Die Gemahlin des Hauptgottes von Hayasa. Ihr Name ist ebenso wie der ihres Mannes nicht erhalten, es wird jedoch spekuliert, dass sie eine frühe Form von Anahit war und mit der hethitischen Asertu in Verbindung gebracht wurde.[18]
- Terittitunnis – Möglicherweise eine frühe Form von Vahagn. Möglicherweise verwandt mit dem griechischenTriton.[19]
- Tarumu – Wahrscheinlich ein Sohn des obersten Götterpaares.[20]
- Baltaik – Möglicherweise eine mit dem westsemitischen Ba'alat (Astarte) verbundene Göttin, geschrieben mit einem armenischen Diminutivsuffix -ik (wie es im Namen der Göttin „Astɫik“ vorkommt).[21]

## Andere mythologische Figuren
- Āl: zottelige und struppige Wesen. Es sind schmutzige Geister mit glühenden Augen, die ein paar Scheren in den Händen haltend, an sandigen Plätzen sitzen. Sie haben schlangenähnliches Haar, Fingernägel aus Messing, Zähne aus Eisen und einen Stoßzahn wie bei einem Eber. Sie leben in Wasser oder Feuchtigkeit, verschmähen aber auch Hausecken oder Ställe nicht. Es waren ursprünglich Krankheitsdämonen, die sich später auf ungeborene Kinder und deren Mütter beschränkten. Sie töten Babys oder stehlen diese oder verhindern den Milchfluss der Mutter. Sie dienen einem in der Hölle lebenden König, der angekettet ist und ständig schreit.
- Dev: Ein Luftgeist der seine Herkunft von den Daevas der zoroastrischen Mythologie hat. Er teilt einige ähnliche Züge mit den Engeln. Er wohnt an steinigen Plätzen und Ruinen und halten sich voneinander fern. Zu den Devs gehören:
  - Aralēz, ein guter Geist in der Gestalt eines Hundes, der durch Lecken an Wunden (z. B. in der Schlacht) diese heilen oder sogar Verstorbene wieder ins Leben zurückholen kann.
  - Ays, er dringt in die Körper der Menschen ein, wodurch sie geisteskrank oder selbst zu Dämonen werden.
  - Čivał, der nachts Träume stört, um die Schlafenden in Angst zu versetzen.
  - K’aǰk’, leben in Höhlen, Schluchten, Bergen und führen die von den Menschen festgesetzten Strafen aus.
  - Uruakan, die Geister der Verstorbenen, die aus den Leichentüchern emporsteigen
  - Vischap, wird in Schlangengestalt dargestellt
- Drachen: Ihre Heimat war der früher Masis genannte Berg Ararat. Die Drachen oder die Kinder der Drachen stahlen Kinder, um an ihre Stelle eigene böse, kleine Geister zu setzen, Nachkommen ihrer eigenen Brut. Man sagt, Artawasd I., Sohn des Artaxias I., Erbauer von Artaxata und Freund von Hannibal, wusste von seiner unheimlichen Abstammung. Als er eines Tages von den Klippen fiel, hieß es, dass die Berggeister bzw. Drachen ihn aufgefangen und wieder hinauf getragen hätten.
- Hambarus: mysteriöse Geister, wahrscheinlich weibliche Bewohner von verlassen Plätzen oder Ruinen.
- Javerzahlareses (Nymphen). Sie waren wahrscheinlich weibliche Kaches. Es waren unsichtbare Wesen mit einem unvergänglichen Wissen, allerdings unfähig, sich weiterzuentwickeln. Sie wanderten in der Grasebene zwischen Steinen und waren an Flussbänken zu finden.
- Kaches: sie bilden ein Glied zwischen den armenischen Drachen und armenischen Devs. Tatsächlich sind sie wahrscheinlich mit den Devs identisch. Es sind unkörperliche, kleine Geister. Ähnlich wie die Devs bevorzugen sie steinige Plätze. Wie die Drachen haben sie Paläste auf hohen Stätten. Sie stahlen das gedroschene Getreide und Wein. Sie lieben es ihre Opfer zu prügeln und zu foltern und übten auch auf die Männer einen unheilvollen Einfluss aus. Sie waren musikalisch und man konnte sie oft singen hören.
- Nhang: Der Name leitet sich vom persischen Wort für „Krokodil“ ab. Es ist ein in einem Fluss lebendes, schlangenähnliches Monster. Es konnte sich verwandeln und trank Blut. Das Wort Nhang wird manchmal noch in der armenischen Literatur für ein Seemonster verwendet.
- Piatek: ein großes, säugetierähnliches Wesen, ähnlich einem flügellosen Greif.
- Shahapet: freundliche, bewachende Geister, erscheinen üblicherweise in der Gestalt einer Schlange. Sie bewohnen Häuser, Obstgärten, Felder, Wälder und einige andere Orte. Die Shvaz sind landwirtschaftlich orientiert, während die Shvod Hauswächter sind. Ein gut behandelter Shvod belohnt seinen Bewohner mit Gold, während Streit ihn dazu bringt, das Haus zu verlassen.
- Tukh Manuk: Kult des „schwarzen Jünglings“, dem bis heute Schreine auf dem Land gewidmet sind.
- Vushkapariks: ihr Name kennzeichnet sie als halb dämonische, halb tierische Wesen, ähnlich den Devs, die eine sinnliche Neigung haben.